# Emma Moreno
Emma Moreno (Madrid, 2 de mayo de 2007) es una futbolista española. Juega como centrocampista o delantera en la S. D. Eibar de la Liga F de España cedida por el Atlético de Madrid. Es campeona de Europa sub-17 y sub-19 con la selección española.

## Trayectoria
Llegó a la Academia del Atlético de Madrid en 2015. En 2023 logró el ascenso a Segunda Federación con el Atlético de Madrid C. En la temporada 2023-24 alternó su participación en el Atlético C con el B, y contribuyó a la permanencia del filial rojiblanco en la Segunda División. En la temporada 2024-25 logró tener ficha del Atlético de Madrid B y debutó con el primer equipo en el partido de consolación de la Ronda 1 de la Fase Previa de la Liga de Campeones con victoria por 3-0 sobre el Glasgow Rangers. El club destacó que es «una de las futbolistas con mayor proyección de la Academia.» El resto de la temporada fue convocada ocasionalmente con el primer equipo sin llegar a jugar. Con el Atlético B jugó de manera habitual y lograron la permanencia en Primera RFEF.
El 8 de julio de 2025 fue cedida a la S. D. Eibar de la Liga F.

## Selección nacional
Debutó con la sub-16 el 12 de mayo de 2022 en el Torneo de Desarrollo contra Austria, marcando un gol. En 2023 volvió a jugar con la selección sub-16, con la que marcó 4 goles en 6 partidos.
Debutó el 25 de octubre de 2023 en la Primera ronda de clasificación para el Campeonato Europeo con la selección sub-17 marcando un gol en la victoria por 8-1 sobre Bosnia-Herzegovina. Fue una de las jugadoras habituales en la fase de clasificación y fue convocada para la Fase Final, que se disputó en Suecia. En el torneo final jugó en tres encuentros y fueron campeonas.
El 27 de noviembre de 2024 debutó con la selección sub-19 en la Ronda 1 de la Clasificación para el Campeonato Europeo, jugando en los tres encuentros que disputó España, que ganó con comodidad. En abril de 2025 volvió a ser convocada para disputar en la Ronda 2 de la Clasificación, en la que jugó 2 de los 3 encuentros y abrió el marcador en el último partido en el que golearon por 10-0 a la República Checa, y lograron la clasificación para la fase final. El 3 de junio de 2025 el seleccionador Javier Lerga la incluyó la convocatoria para la Fase Final del Europeo. Debutó el 18 de junio en el segundo partido de la fase de grupos al entrar como suplente en una posición novedosa para ella, como lateral diestra. Jugó tres partidos más, uno de ellos como titular en el lateral izquierdo, y la selección española se proclamó campeona tras derrotar a Francia por 4-0 en la final.

## Estadísticas

### Clubes
Actualizado al último partido jugado el 27 de abril de 2025.
| Club | Div.          | Temporada     | Liga  | Liga  | Liga   | Copas nacionales(1) | Copas nacionales(1) | Copas nacionales(1) | Copas internacionales(2) | Copas internacionales(2) | Copas internacionales(2) | Total | Total | Total  | Media goleadora(3) |
| Club | Div.          | Temporada     | Part. | Goles | Asist. | Part.               | Goles               | Asist.              | Part.                    | Goles                    | Asist.                   | Part. | Goles | Asist. | Media goleadora(3) |
| --- | ------------- | ------------- | ----- | ----- | ------ | ------------------- | ------------------- | ------------------- | ------------------------ | ------------------------ | ------------------------ | ----- | ----- | ------ | ------------------ |
| Atlético de Madrid B · España |               |               |       |       |        |                     |                     |                     |                          |                          |                          |       |       |        |                    |
| 2.ª | 2023-24       | 8             | 3     |       | -      | -                   | -                   | -                   | -                        | -                        | 8                        | 3     |       | 0.38   |                    |
| 2.ª | 2024-25       | 19            | 4     |       | -      | -                   | -                   | -                   | -                        | -                        | 19                       | 4     |       | 0.19   |                    |
| Total club | Total club    | 27            | 7     |       |        |                     |                     |                     |                          |                          | 27                       | 7     |       | 0.23   |                    |
| Atlético de Madrid · España |               |               |       |       |        |                     |                     |                     |                          |                          |                          |       |       |        |                    |
| 1.ª | 2024-25       |               |       |       |        |                     |                     | 1                   | 0                        | 0                        | 1                        | 0     |       | -      |                    |
| Total club | Total club    |               |       |       |        |                     |                     | 1                   | 0                        | 0                        | 1                        | 0     | 0     | -      |                    |
| Total carrera | Total carrera | Total carrera | 27    | 7     |        |                     |                     |                     | 1                        | 0                        | 0                        | 28    | 7     |        | 0.25               |
| (1) Incluye datos de Copa de la Reina y la Supercopa. (2) Incluye datos de Liga de Campeones Femenina de la UEFA]. (3) No incluye goles en partidos amistosos. |               |               |       |       |        |                     |                     |                     |                          |                          |                          |       |       |        |                    |

### Selección
Actualizado al último partido jugado el 27 de junio de 2025.
| Selecciones | Año   | Continental(4) | Continental(4) | Continental(4) | Mundial | Mundial | Mundial | Amistosos (5) | Amistosos (5) | Amistosos (5) | Total | Total | Total  | Media goleadora |  |
| Selecciones | Año   | Part.          | Goles          | Asist.         | Part.   | Goles   | Asist.  | Part.         | Goles         | Asist.        | Part. | Goles | Asist. | Media goleadora |  |
| --- | ----- | -------------- | -------------- | -------------- | ------- | ------- | ------- | ------------- | ------------- | ------------- | ----- | ----- | ------ | --------------- |  |
| Sub-16 | 2022  | -              | -              | -              | -       | -       | -       | 3             | 2             | 0             | 3     | 2     | 0      | 0.67            |  |
| Sub-16 | 2023  | -              | -              | -              | -       | -       | -       | 3             | 2             | 0             | 3     | 2     | 0      | 0.67            |  |
| Sub-16 | Total |                |                |                |         |         |         | 6             | 4             | 0             | 6     | 4     | 0      | 0.67            |  |
| Sub-17 | 2023  | 3              | 2              | 2              |         |         |         |               |               |               | 3     | 2     | 2      | 0.67            |  |
| Sub-17 | 2024  | 4              | 0              | 0              | 6       | 1       | 1       | 4             | 1             | 0             | 14    | 2     | 1      | 0.14            |  |
| Sub-17 | Total | 7              | 2              | 2              | 6       | 1       | 1       | 4             | 1             | 0             | 17    | 4     | 3      | 0.23            |  |
| Sub-19 | 2024  | 3              | 0              | 0              | -       | -       | -       |               |               |               | 3     | 0     | 0      | -               |  |
| Sub-19 | 2025  | 6              | 1              | 0              | -       | -       | -       | 2             | 0             | 0             | 8     | 1     | 0      | 0.12            |  |
| Sub-19 | Total | 9              | 1              | 0              |         |         |         | 2             | 0             | 0             | 11    | 1     | 0      | 0.09            |  |
| |       |                |                |                |         |         |         |               |               |               |       |       |        |                 |  |
| (4) Se incluyen Campeonatos Europeos y sus fases de Clasificación. (5) Sólo se incluyen partidos contra selecciones nacionales. |       |                |                |                |         |         |         |               |               |               |       |       |        |                 |  |

#### Participaciones en Mundiales
| Competición     | Categoría | Sede                 | Resultado   | Partidos | Goles |
| --------------- | --------- | -------------------- | ----------- | -------- | ----- |
| Mundial de 2024 | Sub-17    | República Dominicana | Subcampeona | 6        | 1     |
| Total           | –         | –                    | –           | 6        | 1     |

#### Participaciones en Eurocopas
| Competición         | Categoría | Sede    | Resultado | Partidos | Goles |
| ------------------- | --------- | ------- | --------- | -------- | ----- |
| Europeo Sub-17 2024 | Sub-17    | Suecia  | Campeona  | 3        | 0     |
| Europeo Sub-19 2025 | Sub-19    | Polonia | Campeona  | 4        | 0     |
| Total               | –         | –       | –         | 7        | 0     |

## Palmarés

### Campeonatos internacionales
| Título         | Equipo              | Sede    | Año  |
| -------------- | ------------------- | ------- | ---- |
| Europeo Sub-17 | Selección de España | Suecia  | 2024 |
| Europeo Sub-19 | Selección de España | Polonia | 2025 |